# .ck
.ck је највиши Интернет домен државних кодова (ccTLD) за Острва Кук.
Телевизијски програм Нејтан Барли се фокусира на веб-сајт trashbat.co.ck (изговара се трешбет дот кок).